# いちばんいい笑顔あげる!
『いちばんいい笑顔あげる!』（いちばんいいえがおあげる!）は、新井葉月による日本の漫画作品、およびそれを表題作とした漫画短編集。
『なかよし』（講談社）1991年5月号に掲載された。単行本は同社の講談社コミックスなかよしより刊行。作者初の単行本の表題作となり、その中にはデビュー作の「MOVEMENT」が同時収録されている。

## 同時収録
表題作のほか、以下の読み切り作品が同時収録されている。
- 佐和子のラビリンス
- へのへのもへじに恋してる
- 弓道部ストーリー
- MOVEMENT

## 書誌情報
- 新井葉月『いちばんいい笑顔あげる!』 講談社〈講談社コミックスなかよし〉、全1巻、1991年8月6日第1刷発行、ISBN 4-06-178695-4[1]